# Bekenner
Bekenner (lateinisch Confessores, in älteren deutschsprachigen Quellen auch mit Beichtiger übersetzt) werden von der römisch-katholischen Kirche und den orthodoxen Kirchen Christen genannt, die sich in Zeiten der Christenverfolgung zu ihrem Glauben bekannt und deshalb Verfolgung, Vertreibung, Folter, Verstümmelung und Haft in Kauf nehmen mussten, aber nicht unmittelbar das Martyrium erlitten haben. Später wurden auch Päpste, Bischöfe, Äbte, Könige und Einsiedler unter die Bekenner gezählt.
Mit der Ausbreitung des Christentums und der Abnahme der Christenverfolgung im 5. Jahrhundert wurde diese Bezeichnung auch solchen Christen verliehen, die ein heiligmäßiges Leben führten, zum Beispiel dem englischen König Eduard dem Bekenner.

## Bekenner
- Paulus von Theben (228–341) (katholisch, orthodox)
- Antonius der Große († 356) (katholisch, orthodox)
- Hilarion von Gaza (291–371) (orthodox)
- Martin von Tours (um 317–397) (katholisch, orthodox)
- Chariton der Bekenner (3./4. Jh.) (orthodox, katholisch)
- Ambrosius von Mailand (339–397) (katholisch)
- Paphnutios von Theben, 4. Jhd. (orthodox)
- Papst Silvester I. (~335) (orthodox, katholisch)
- Paulos von Konstantinopel (um 350) (katholisch)
- Hieronymus (347–420) (orthodox, katholisch)
- Augustinus von Hippo (354–430) (katholisch)
- Isaak von Dalmatien (-383/396) (orthodox, katholisch)
- Papst Martin I. (~655) (katholisch)
- Maximos der Bekenner (um 580–662) (orthodox)
- Samuel der Bekenner (597–695) (koptisch)
- Pardulf von Gueret (um 657–740) (katholisch)
- Theophanes der Bekenner (758/760–817/818) (orthodox, katholisch)
- Basilios der Bekenner (~750), (orthodox)
- Niketas von Medikion (~824)
- Michael von Synnada (~826)
- Niketas der Patrizier (761/62–836) (orthodox)
- Eduard der Bekenner (1003/05–66) (katholisch)
- Patriarch Joseph I. von Konstantinopel (~1283) (orthodox)
- Walentin Felixowitsch Woino-Jassenezki (1877–1961) (orthodox)

## Definition in den evangelischen Kirchen
Während die Bezeichnung einer Person als Bekenner in den Kirchen, die ein Selig- bzw. Heiligsprechungsverfahren kennen, eine exakte Definition über Einträge in liturgischen Büchern erlaubt, verwenden die evangelischen Kirchen den Begriff offener unter Berufung auf altkirchliche Abgrenzungen. Der evangelische Theologe Oskar Schabert definiert den Begriff im Unterschied zum Märtyrerbegriff in seinem Baltischen Märtyrerbuch wie folgt: „Ist die rechte Märtyrergesinnung (mente jam martyres) vorhanden, und bleiben die Zeugen trotz der Leiden nach Gottes wunderbarem Rat am Leben, so werden sie Konfessoren genannt.“ Als Beispiele listet er einige evangelische Geistliche auf, die als Exponenten der Kirche in Gefangenschaft der Bolschewiki an den schlechten Haftbedingungen starben:
- Arthur Walter (1860–1919)
- Wilhelm Kaspar (1853–1919)
- Eduard Paul Benedict Frese (1872–1919)
- Gustav Cleemann (1858–1919)
- Peter Rosenberg (1871–1919)
- Oskar Bidder (1866–1919)
- Alfred Geist (1863–1919)
- Erwin Gross (1870–1920)[2]

## Russisch-Orthodoxe Kirche
Neumärtyrer und Bekenner der Russischen Kirche (russisch Новомученики и исповедники Церкви Русской), kurz Neumärtyrer Russlands oder Neumärtyrer genannt, sind ursprünglich und in erster Linie eine Gruppe von Heiligen der Russisch-Orthodoxen Kirche, die nach der Oktoberrevolution von 1917 das Martyrium erlitten oder verfolgt wurden. Als erstes wurde das Heiligsprechungsverfahren von Patriarch Tichon († 1925) am 9. Oktober 1989 eingeleitet. Unmittelbar nach dem Zusammenbruch der Sowjetunion wurden weitere Neumärtyrer durch Patriarch Alexius II. heiliggesprochen, darunter Großfürstin Jelisaweta Fjodorowna und Metropolit Benjamin von Petrograd († 1922).

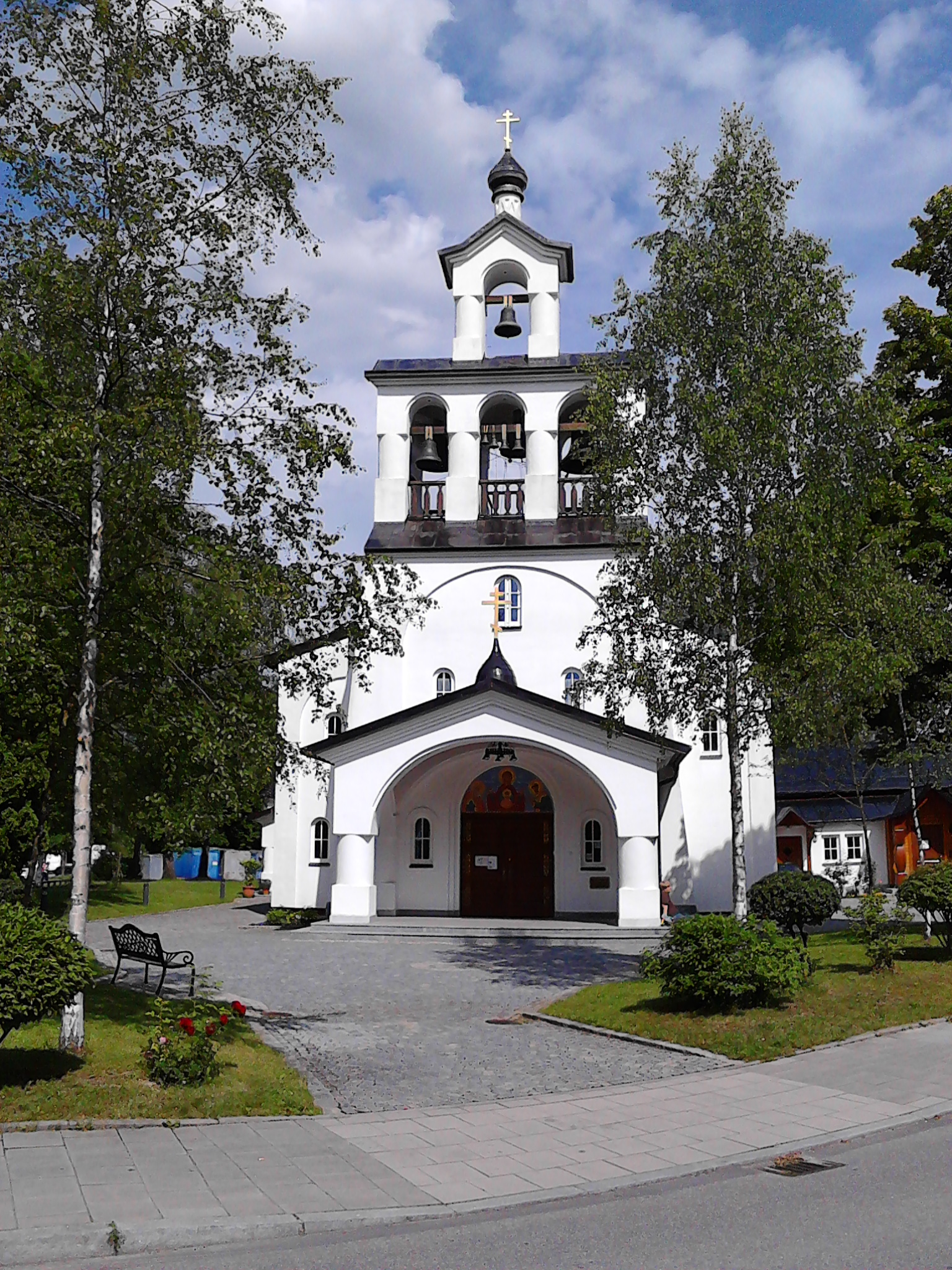
Die Kathedrale der Heiligen Neumärtyrer und Bekenner Russlands in München

Seit 1981 zählen zu den Neumärtyrern Russlands auch russisch-orthodoxe Glaubenszeugen, die durch Verfolgung in der Zeit des Nationalsozialismus ihr Leben verloren. Im November 1981 sprach die Russische Orthodoxe Kirche im Ausland die Märtyrer aus der nationalsozialistischen Verfolgung heilig. Das Moskauer Patriarchat sprach sie im Jahr 2000 ebenfalls heilig, so dass sie nun in der ganzen Russisch-Orthodoxen Kirche als Neumärtyrer anerkannt sind.
Nach der Heiligsprechung im Jahr 1981 beschloss die Münchener Gemeinde der russisch-orthodoxen Auslandskirche, die damals auf der Suche nach einem neuen Gotteshaus in München war, ihre künftige Kirche den Neumärtyrern zu weihen. Sie konnte im Jahr 1993 die Kirche in der vormals amerikanischen Siedlung am Perlacher Forst erwerben und im nächsten Jahr einziehen. Seit 1994 ist diese Kirche, die in unmittelbarer Nähe des Friedhofs am Perlacher Forst steht, die Kathedrale der Heiligen Neumärtyrer und Bekenner Russlands in München.
Der Widerstandskämpfer Alexander Schmorell war gläubiger russisch-orthodoxer Christ. Er wurde als Mitglied der Widerstandsgruppe Weiße Rose hingerichtet und ist auf dem Münchener Friedhof am Perlacher Forst begraben. Die Münchener Gemeinde, zu der er gehört hatte, bemühte sich lange um die Anerkennung Schmorells als Neumärtyrer. Am 5. Februar 2012 wurde Alexander Schmorell in der Münchener Kathedralkirche als Neumärtyrer heiliggesprochen, wenige Jahre später auch in Moskau, dann mit Gültigkeit für die gesamte Russisch-Orthodoxe Kirche.